# 委婉
委婉或稱婉轉，修辭學上又稱婉曲，是指描述事件時，用抽象扭曲的用詞，拐彎抹角的字眼，使對方產生與事實不符的錯覺。即使當事人不用刻意編造謊言，也能達到誘使對方受騙上當的意圖。在現代，只用曲折的言詞烘托或暗示本意、或是用言語的技巧誘使他人中計也被視為委婉的一種表達方式。這類的例子有三十六計、巴納姆效應。在英語中，以較中性或客氣的字詞代替負面字詞，稱為euphemism，反之則稱為dysphemism或cacophemism。

## 修辭學上的婉轉

### 曲折
- 概述：用迂迴含蓄的言詞代替直接的表達，刻意使文句含意曲折。
- 例句：
  - 「假如醫藥廣告所說的話，完全可以兌現，現有的疾病，實不足以危害人類。」（孫如陵《墨趣集》）── 曲折道出醫藥廣告之不可信。
  - 「我正要掏出手帕為他擦淚時，從車窗的反照裡，看到我自己，我的臉早已模糊了。」（王尚義〈失戀〉）── 不明言自己受到感動而哭，而是藉由本身眼線模糊，看不清臉呈現出流淚的情景。

### 微辭
- 概述：將不便直接說明的言語，避開正面的陳述，用側面來烘托，從隱微婉曲的文辭中，透露諷刺不滿的意味。
- 例句：
  - 「罷了！胡老爹！你每日殺豬的營生，白刀子進去，紅刀子出來，閻王也不知叫判官在簿子上記了你幾千條鐵棍，就是添上這一百棍，又打什麼要緊？只恐把鐵棍子打完了，也算不到這筆帳上來！或者你救好了女婿的病，閻王敘功，從地獄裏把你提上第十七層來，也不可知！」（吳敬梓《儒林外史》第三回〈范進中舉〉）── 暗中諷刺胡屠戶平日殺豬的血腥殘忍。
  - 「炸死了你，我的故事就該完了。炸死了我，你的故事還長著呢。」（張愛玲《傾城之戀》）── 婉轉譏刺男主角的用情不專。

### 吞吐
- 概述：不以直率的語句來表達辭意，而在將說未說之時，強自壓抑，吞多吐少、欲放還收的修辭技法。
- 例句：
  - 「陽光從褐色雲裡斜著過來，幻成一種異樣的紫色，透明似的，不可逼視，剎那間在我迷眩了的視覺中，這草田變成了……，不說也罷，說來你們也是不信的！」（徐志摩〈我所知道的康橋〉）── 用激昂亢奮的口吻提示讀者能仔細深入的審美、感受，給人一種「情到深處已忘言」的感覺。
  - 「胡琴咿咿呀呀的拉著，在萬盞燈火的夜晚，拉過來又拉過去，說不盡的蒼涼的故事──不問也罷！」（張愛玲《傾城之戀》）── 用欲說還休的手法，給讀者留下一大片想像的空間。
  - 「我沒有和任何的女性交往，目前是這樣。」──（《輝夜姬想讓人告白》白銀御行） 用「目前是」作為誘餌，使人誤以為過去曾經與現在有差別，然而即使從來都是如此，也不算說謊。

### 含蓄
- 概述：以含蓄婉轉的用語，避開正面的敘述，從側面暗示而不說盡，不露機鋒，讓讀者旁敲側擊，自行玩味、領悟其中的語意。
- 例句：
  - 「我並沒有失去我的故鄉，當年離家時，我把那塊根生土長的地方藏在瞳孔裏，走到天涯，帶來天涯。」（王鼎鈞〈瞳孔裡的古城〉）── 認為自己眼中永遠留有故鄉的印象。
  - 「賽因河的柔波裏掩映著羅浮宮的倩影，它也收藏著不少失意人最後的呼吸。」（徐志摩〈巴黎的鱗爪〉）── 委婉指出許多人投賽因河自殺。

## 宣傳上的意義
用於委婉修辭的字或詞通常只會取其隱喻的意義，而忽略原來字面上的意義。即便不具有攻擊性，有時候一些令人不悅的想法也會隱身於委婉的修辭之後，這種方式經常被政治及公關使用，並且被稱為「雙言巧語」。
「宣傳批判」網站認為，宣傳者在「貼標籤」或「光輝普照」中所使用的符號，就是企圖利用生動、情緒性的字眼來喚醒閱聽人。但有時候為了讓閱聽人接受某些不愉快的事實，宣傳者會使用一些較為文雅或委婉的字眼。
宣傳批判進一步解釋，由於戰爭通常令人感到不悅，所以軍事術語中處處充滿了委婉，在1940年代，美國就將「戰爭部」改名為「國防部」，而里根時期則將MX洲際彈道飛彈改名為「和平維護者」，戰爭時造成的平民死傷也可以改用「連帶損害」（collateral damage）來形容。

## 委婉语列表

### 政治
- 发展中國家、第三世界國家：窮國
- 最不發達國家：極窮國
- 事變：暴動
- 極刑 (capital punishment)：死刑
- 經濟調整時期、經濟轉型期：经济衰退、經濟蕭條時期
- 負增長：虧損、下降

### 軍事
- 衝突：戰爭
- 起義：造反
- 轉進、戰略轉移：撤退
- 鄧寇克大撤退（Dunkirk evacuation）、二萬五千里長征 ：逃亡
- 附带损害：对无辜平民的误伤、误杀，及对其财产的破坏
- 北狩：古代中國皇帝被敵軍俘虜

### 企業
- 行政助理：庶務
- 待業、下崗：失業
- 自強活動：團體旅遊
- 環衛工：清道夫、清潔工
- 靈活就業：打零工

### 網絡
- 開心版：盜版

### 社會
- 墜樓：跳樓自殺
- 護老院、安養院、安老院舍：老人院
- 化妝室、洗手间、卫生间：廁所
- 洗手、解手、方便、補妝、出恭：如廁
- 衛生填埋場：垃圾堆填區
- 環保車：垃圾車
- 去世、过世、大去、駕鶴西歸等詞彙：死亡
- 年長、年事已高：老
- 壽衣、壽木：裹屍布（衣物）、棺材
- 殘障人士、身心障礙：殘廢
- 啟聰學校：聾人學校
- 啟明學校：盲人學校
- 啟智學校：智障學校
- 行動不便：瘸、跛
- 成人用品、成人電影：性用品、情色電影
- 性侵、強暴：強姦
- 性工作者：賣淫者
- 第三者：情夫、情婦
- 藍領：體力勞動者
- 豐滿、福態：肥胖
- 嬌小：矮短
- 謝頂、童山濯濯：禿頭
- 拮据、手頭緊、欠周轉：窮困
- 誤入歧途、失足：從事不正當職業、道德缺失
- 失足青年：青少年罪犯
- 例假、好朋友、大姨媽：月經
- 身懷六甲、有喜：懷孕
- 發生關係、行房：性交
- 出事：事情出了岔子、遇難
- 調價：漲價
- 街友：遊民

### 拒絕時
- 你很好，但是……（見：好人卡）
- 我忙不過來。
- 我能力不夠。
- 愛莫能助。